# Касково
Касково — деревня в Удомельском городском округе Тверской области.

## География
Деревня находится в северной части Тверской области на расстоянии приблизительно 11 км на север по прямой от железнодорожного вокзала города Удомля.

## История
Деревня была известна с 1545 года. В 1859 году была владением помещика Зильмана Рихарда Яковлевича. Здесь было учтено дворов (хозяйств) 10 (1859 год), 32 (1911), 40 (1958), 83 (1986), 89 (2000). В советский период истории здесь действовали колхозы «Касково», «Октябрь» «Вторая пятилетка» им. Сталина. В состав Касково вошла деревня Сигово, известная с 1478 года. В конце XIX века здесь располагалась также дворянская усадьба Колокольцовых. К северу от деревни находятся останки Покровско-Тихомандрицкого погоста, который впервые упоминался в 1545 году. До 2015 года входила в состав Порожкинского сельского поселения до упразднения последнего. С 2015 года в составе Удомельского городского округа.

## Население
Численность населения: 79 человек (1859 год), 151 (1886), 188 (1911), 141 (1958), 218 (1986), 207 (русские 90 %) в 2002 году, 178 в 2010.